# Марумаларчи дравида муннетра кажагам
Марумаларчи Дравида Муннетра Кажагам (МДМК, тамильск. மறுமலர்ச்சித் திராவிட முன்னேற்றக் கழகம) — индийская региональная политическая партия, базирующаяся в штате Тамилнад. На федеральном уровне МДМК входит в состав правящего Объединённого прогрессивного альянса (возглавляемого Индийским национальным конгрессом) и представлен в 14-й Лок Сабхе 4 депутатами; на региональном — провёл 6 депутатов на выборах в ассамблею штата в мае 2006 г. и находится в оппозиции.
МДМК возникла в 1996 г., отколовшись от партии Дравида Муннетра Кажагам. С момента основания партию возглавляет В.Гопалсвами, более известный в штате как Вайко. Партия выражает открытую поддержку действиям ланкийской террористической организации «Тигры освобождения Тамил Илама», в связи с чем её лидеры несколько раз подвергались преследованиям со стороны федеральных и местных властей. До 2003 г. партия входила в состав возглавляемого Бхаратия Джаната Парти Национального демократического альянса, однако на федеральных выборах 2004 г. примкнула к ИНК и ДМК. Впрочем, уже на региональных выборах 2006 г., не договорившись с ДМК по вопросу формирования единого списка на выборах, МДМК выступила в альянсе с правившей в то время в штате АИАДМК (и это несмотря на то, что в 2003 г. лидер АИАДМК Джаялалита инициировала арест Вайко). После этого лидеры ДМК потребовали исключить МДМК из состава Объединённого прогрессивного альянса, что, однако, не было поддержано ИНК. МДМК завоевала 6 мест в ассамблее штата, впервые войдя в её состав, что, однако, было воспринято аналитиками как неудачное выступление — блок АИАДМК-МДМК в целом завоевал менее трети мест.2022 г. МДМК объединился с ДМК.